# Bademba Barry
Pour les articles homonymes, voir Barry.
Bademba Barry, de son vrai nom Abdoulaye Bademba Barry, né le 17 mai 1988 à Brazzaville, en république du Congo, est un animateur, slameur, chroniqueur et entrepreneur guinéen,.

## Biographie

### Enfance, éducation et débuts
Bademba nait en mai 1988 à Brazzaville, fils de Bailo Barry, commerçant et de Haby Diallo, ménagère. Dès l’âge de huit ans il exprime son envie de devenir journaliste. Il fait ses études secondaires au collège Koumandian Keïta 3 où il décroche son brevet d'études du premier cycle (BEPC) en 2004 et le baccalauréat en 2007.
Après son baccalauréat en 2007, il fréquente l'institut supérieur de l'information et de la communication de Kountia, où il obtient son diplôme de journalisme avec pour spécialité la presse écrite en 2010.

### Carrière
En 2009, Bademba Barry commence, pendant ses études à l'ISIC de Kountia, un travail de rédacteur en chef du journal de l'institut Campus express jusqu'en 2010. Après ses études, dès 2012, il devient le rédacteur en chef du magazine Le Fonike Vibes jusqu'en 2014 avant de rejoindre GEG Group en tant que coordinateur général.
Bademba est invité au Bénin en tant que présentateur lors du festival international SICA à Cotonou la même année.

#### Journalisme
Bademba rejoint le groupe Hadafo Médias en 2016 en tant qu'animateur télé et radios dans des émissions comme Dans la Tire de BAD, Carte blanche, Et si c’était ça le bonheur, Espace Bibliothèque, On s'lache, Le lève tôt et Espace and Friends.
Dans l'emission Afroddi, Bademba Barry met en vue la diaspora africaine en Occident, tout en démystifiant le mythe de l'eldorado, il a reçu comme inviter Claudy Siar, animateur de l'émission couleurs tropicales sur RFI.
Parallèlement à Noom Hôtel Conakry, il devient le responsable des réunions et des événements de mai 2017 à mai 2018 puis responsable commercial de l'hôtel jusqu'en décembre 2019.

#### Entrepreneur
Bademba Barry crée Abeeba Multimédia en 2013 avec son frère, le réalisateur Amadou Barry, et sa compagne, Natacha Sedji. Il en devient le PDG en 2015. Depuis juillet 2021, il est directeur général de plateforme de vente et de livraison en ligne en Guinée Makity (Marché en soussou).

## Ouvrages
- 2021 ː Salade de slam, Album de slam ;
- 2021 : La Mine d'or : Le destin d’un homme[6],[7];
- 2020 : Le Slameur de l'ombree : Les grands secrets du slam, 9 habitudes pour devenir slameur 2.0[8].

## Spectacles
Bademba a organisé des spectacles de slam, le 30 janvier 2022  au Canal Olympia de Kaloum autour de son livre Slameur de l'ombre, le 11 mars 2023, ⁠Slamer les femmes au Stade Petit Sory de Nongo et en 2024, Saudade au centre culturel franco-guinéen.

## Vie privée
Bademba Barry est marié avec Fatoumata Diallo et père de deux enfants.

## Prix et distinctions

### Récompenses
- 2023 ː Meilleur journaliste aux Zikomo Awards à Lusaka (Zambie)[10],[11],[12] ;
- 2023 ː Meilleur journaliste aux Shining Stars Africa Awards à Johannesbug (Afrique du Sud)[13] ;

### Nominations
- 2022 ː Nommé aux médias awards Guinée pour le grand prix de l’homme de médias de l’année à Conakry (Guinée)[14] ;
- 2022 ː Nommé aux médias awards Guinée pour le prix du meilleur animateur télé à Conakry (Guinée)[14];
- 2022 ː Nommé aux african talents awards dans la catégorie Best slam poésie / Performance à Abidjan (Côte d'Ivoire)[15].